# 茹库鲁图
茹库鲁图是巴西北大河州的一个市镇。总面积933.718平方公里，总人口19400人，人口密度20.8人/平方公里。